# Ferenc Györgyei
Ferenc Györgyei (ur. 29 listopada 1900 w Budapeszcie, zm. 26 sierpnia 1970 w Dorog) – węgierski zapaśnik walczący w stylu klasycznym. Olimpijczyk z Paryża 1924, gdzie zajął dwudzieste miejsce w wadze średniej.

## Letnie Igrzyska Olimpijskie 1924
| Konkurencja | Eliminacje              | Eliminacje           | Klas. końcowa |
| Konkurencja | Przeciwnik I            | Przeciwnik II        | Miejsce       |
| ----------- | ----------------------- | -------------------- | ------------- |
| 75 kg       | Roman Steinberg (EST) P | Joseph Domas (FRA) P | 20.           |